# Quararibea castano
Quararibea castano là một loài thực vật có hoa trong họ Cẩm quỳ. Loài này được (H.Karst. & Triana) Cuatrec. miêu tả khoa học đầu tiên năm 1949.